# Zeeschotelkorst
De zeeschotelkorst (Lecanora helicopis) is een maritiem korstmos van het geslacht Lecanora uit de familie Lecanoraceae. De soort werd voor het eerst beschreven door de Zweed Göran Wahlenberg. Erik Acharius publiceerde in 1803 de eerste wetenschappelijke naam van de soort, namelijk Lecidea helicopis, en beschreef de soort in 1814 voor het eerst onder de huidige naam.

## Kenmerken
Het thallus is korstig, glad of licht gebarsten, een tot vijf centimeter in doorsnede en kolonievormend. De kleur varieert tussen grijs en grijsbruin. De voorkiemen zijn meestal goed ontwikkeld en hebben een donkere kleur. De soort beschikt over veel apothecia, van 0,2-0,5 millimeter in diameter, verspreid over de thalli.
De zeeschotelkorst komt met name voor op (kiezelhoudend) gesteente en geeft de voorkeur aan minder goed verlichte zones dan Lecanora actophila, die veel minder vaak voorkomt. De soort wordt vaak geassocieerd met Halecania ralfsii in gebieden waar deze soort gewoonlijk groeit. De zeeschotelkorst kan makkelijk verward worden met het dijkenglimschoteltje (Lecania atrynoides).

## Verspreiding
De zeeschotelkorst is een algemeen voorkomende soort die gedijt op het zure gesteente van zeedijken, zoals basalt en graniet. De soort kan in zekere mate ook gevonden worden op houtondergronden en op kalkhoudend gesteente, maar wel altijd bij kustgebieden. De zeeschotelkorst groeit even boven de hoogwaterlijn, in de zogenaamde gele zone.
Binnen Nederland komt de soort onder andere voor langs de kusten van het IJsselmeer (met name de Afsluitdijk), de Waddeneilanden en de Zeeuwse eilanden. De soort stond in 1998 op de Nederlandse Rode Lijst van korstmossen en werd opnieuw in 2011 hiervoor overwogen, maar sindsdien wordt de soort als veilig beschouwd en is hij ook niet meer op de lijst van 2015 te vinden.